# Decatur (Illinois)
Decatur is een plaats (city) in de Amerikaanse staat Illinois, en valt bestuurlijk gezien onder Macon County.

## Demografie
Bij de volkstelling in 2000 werd het aantal inwoners vastgesteld op 81.860. In 2006 is het aantal inwoners door het United States Census Bureau geschat op 77.047, een daling van 4813 (-5,9%).

## Geografie
Volgens het United States Census Bureau beslaat de plaats een oppervlakte van 118,8 km², waarvan 107,6 km² land en 11,2 km² water. Decatur ligt op ongeveer 217 m boven zeeniveau.

## Plaatsen in de nabije omgeving
De onderstaande figuur toont nabijgelegen plaatsen in een straal van 16 km rond Decatur.

## Geboren in Decatur
- Nan Martin (1927-2010), actrice
- Stephen Ambrose (1936-2002), historicus
- Steve Hunter (1948), gitarist (o.a. Lou Reed, Alice Cooper)
- Alison Krauss (1971), bluegrass-zangeres en -violiste